# Thymoites piarco
Thymoites piarco là một loài nhện trong họ Theridiidae.
Loài này thuộc chi Thymoites. Thymoites piarco được Herbert Walter Levi miêu tả năm 1959.